# Закон об упразднении сословий
Закон об упразднении сословий (эст. seisuste kaotamise seadus) был принят Учредительным собранием Эстонской Республики 9 июня 1920 года и вступил в силу 27 августа того же года (Riigi Teataja, nr. 129/130). Закон отменил сословия в Эстонии, а также все законы и постановления, содержавшие сословные права, привилегии, обязанности и ограничения прав.

## Основные положения закона
В соответствии с законом в Эстонской Республике:

1) были отменены все сословия (дворянство, духовенство, горожане и крестьянство);

2) утратили силу все законы и постановления, содержащие сословные права, привилегии, обязанности и ограничения прав. Официальное использование любых происходивших от социального статуса именований, почётных званий и титулов было запрещено;

3) были ликвидированы сословные учреждения и их достояние:

§ 1. Движимое и недвижимое имущество бывших волостных сословных образований перешло в собственность соответствующих не имеющих сословного статуса муниципальных образований.

§ 2. Всё движимое и недвижимое имущество рыцарства и его сословных учреждений признавалось собственностью государства за исключением Курессаареского замка, его вспомогательных построек и земель, которые перешли во владение города Курессааре.

§ 3. Всё движимое и недвижимое имущество рыцарства и его сословных учреждений, а также имущество, которое находилось в ведении рыцарских учреждений, было передано в ведение Правительства Республики посредством соответствующих министерств (Министерство сельского хозяйства, Министерство социальных дел, Министерство просвещения, Министерство юстиции, Министерство внутренних дел).

§ 4. Всё движимое и недвижимое имущество бывших городских налоговых обществ, в том числе архивы, всевозможные грамоты и библиотеки, перешли в собственность соответствующих городских управ. Имущество, находившееся в управлении указанных учреждений, перешло под управление соответствующих муниципалитетов.

§ 5. Движимое и недвижимое имущество купеческих гильдий вместе с архивами, письмами и библиотеками, а также имущество, находящееся в их ведении и в ведении поднадзорных им учреждений, перешли под управление Республики посредством Министерства социальных дел. Достояния, ранее переданные городскими властями под управление гильдий, были возвращены городам.

§ 6. Сословное имущество духовенства перешло в собственность соответствующих приходов или их центральных учреждений.

§ 7. Все учреждения и лица, которые на каком-либо основании имели имущество перечисленных в §§ 1–6 сословий и их учреждений должны были передать это имущество соответствующим министерствам, городским или волостным органам власти в объявленные ими сроки.
После утверждения закона:
- утратили силу том II Сборника законов прибалтийских губерний, Крестьянский закон Эстляндии от 1856 г. с приложением о шведских крестьянах, Крестьянский закон Лифляндии от 1860 г. и Закон от 9 июля 1863 г.,
- законы от 13 февраля 1866 г. и 11 июня 1866 г. временно остались в силе как основа для управления муниципальными самоуправлениями в тех частях, которые не были отменены последующими законами;
- том III Сборника законов прибалтийских губерний стал единственным законом частного права, однако в части бывших Санкт-Петербургской и Псковской губерний сохранила силу часть I тома X Свода законов Российской империи.

## См. также

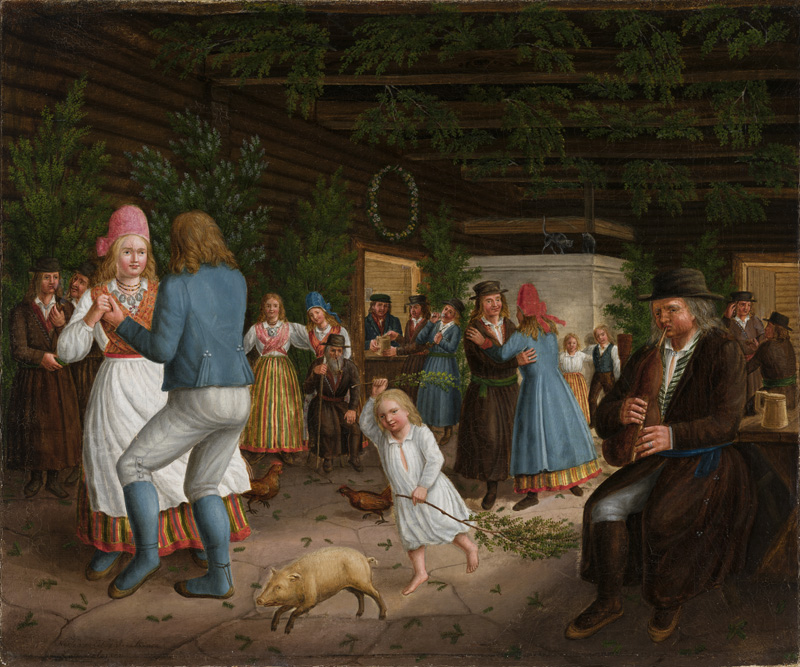
«Крестьяне танцуют», Lorenz-Heinrich Petersen